# Classe South Carolina
A Classe South Carolina foi uma classe de couraçados operada pela Marinha dos Estados Unidos, composta pelo USS South Carolina e USS Michigan. Suas construções começaram em 1906, sendo lançados ao mar em 1908 e comissionados na frota norte-americana em 1910. A Classe South Carolina foi a primeira dos Estados Unidos construída no estilo dreadnought, com as ideias que levaram a seu projeto sendo muito discutidas e debatidas nos anos anteriores à sua aprovação. Ela abandonou as baterias mistas presentes em navios anteriores e foi a primeira na história a arranjar seus canhões principais em um esquema em que uma torre de artilharia ficava sobreposta a outra.
Os couraçados da Classe South Carolina eram armados com uma bateria principal composta por oito canhões de 305 milímetros montados em quatro torres de artilharia duplas. Tinham um comprimento de fora a fora de 138 metros, boca de 24 metros, calado de sete metros e meio e um deslocamento carregado de quase dezoito mil toneladas. Seus sistemas de propulsão eram compostos por doze caldeiras a carvão que alimentavam dois motores de tripla-expansão, que por sua vez giravam duas hélices até uma velocidade máxima de dezoito nós (34 quilômetros por hora). Os navios também tinham um cinturão principal de blindagem que ficava entre 203 e 305 milímetros de espessura.
Os dois tiveram carreiras relativamente tranquilas e sem grandes incidentes. Durante seus primeiros anos suas principais atividades consistiram em realizar treinamentos e exercícios de rotina, além de visitas diplomáticas para portos estrangeiros. O South Carolina e o Michigan foram agrupados com os obsoletos pré-dreadnoughts da frota durante a Primeira Guerra Mundial devido sua baixa velocidade máxima, primeiro realizando patrulhas de neutralidade e, depois da entrada dos Estados Unidos no conflito em 1917, escoltando comboios até metade do caminho para a Europa. Após a guerra foram usados como navios-escola até serem descomissionados em 1921 e 1922 e desmontados.

## Antecedentes
Os projetos de couraçados da Marinha dos Estados Unidos refletiam em 1901 a teoria prevalente do combate naval: batalhas começariam a longas-distâncias e se aproximariam para os golpes finais. Neste último estágio, armas de curta-distância e de disparo rápido seriam mais úteis. Seguindo essa filosofia, a Classe Connecticut, os mais recente do país, foi armado com quatro canhões de 305 milímetros, oito canhões de 203 milímetros e doze canhões de 178 milímetros, um armamento ligeiramente mais pesado que couraçados estrangeiros contemporâneos.
A revista Proceedings do Instituto Naval dos Estados Unidos dedicou espaço em duas de suas edições de 1902 para a possibilidade de melhoramentos no projeto de couraçados. O primeiro artigo foi escrito pelo tenente Matt H. Signor, que defendeu um navio armado com canhões de 330 e 254 milímetros em quatro torres de artilharia triplas. A bateria secundária teria armas de 127 milímetros. Este artigo provocou discussões suficientes que a revista publicou comentários sobre história pelo capitão William M. Folger, o professor Philip R. Alger e o construtor naval David W. Taylor. Eles expressaram dúvidas de que a embarcação proposta poderia ser transformada em um projeto viável, mas elogiaram os pensamentos de Signor como um passo na direção correta. Alger especialmente achava correto a sugestão de um armamento maior, mas achou que torres triplas seriam impraticáveis e que quatro torres duplas seria um arranjo mais realista. O historiador Norman Friedman acreditou que Alger foi um dos primeiros a fazer uma "proposta séria para uma bateria só de armas grandes homogênea".
A sugestão que levou diretamente à Classe South Carolina veio do tenente-comandante Homer Poundstone, que se tornou o principal proponente norte-americano de um projeto com apenas armas grandes. Poundstone escreveu em dezembro de 1902 para o presidente Theodore Roosevelt argumentando muito aumentar o tamanho dos couraçados, porém também defendia a ideia de manter uma bateria principal mista. Entretanto, Poundstone, nas edições de março e junho de 1903 da Proceedings, começou a defender doze canhões de 279 milímetros em uma embarcação de 19 670 toneladas. O arquiteto naval italiano Vittorio Cuniberti apresentou uma ideia parecida em outubro do mesmo ano em um artigo da Jane's Fighting Ships. Cuniberti era a favor de uma embarcação com doze canhões de 305 milímetros em um deslocamento de dezessete mil toneladas, um pouco maior do que os couraçados em serviço na época. Ele acreditava que o peso maior permitiria uma blindagem de 305 milímetros e maquinários capazes de alcançar 24 nós (44 quilômetros por hora). Poundstone usou o que acreditava ser a popularidade de sua idei entre os europeus para justificar seu projeto de couraçado.
O trabalho de Poundstone chamou a atenção e foi refinado pelo tenente-comandante Washington Irving Chambers, sendo levado ao Colégio de Guerra Naval, onde foi testado em jogos de guerra durante a Conferência de Newport. Os resultados indicaram que um couraçado armado apenas com doze canhões de 279 ou 305 milímetros, dispensando a bateria de 203 e 178 milímetros, capaz de disparar todas as suas armas lateralmente, valia três dos couraçados já em serviço. A razão para isto era que a medida de alcances eficazes de canhões era diretamente relacionada à distância máxima do alcance de um torpedo inimigo. Na época, isto era uma distância de aproximadamente 2,7 quilômetros. Nesta distância, os canhões de 203 e 178 milímetros comuns nas baterias intermediárias norte-americanas não conseguiam penetrar as blindagens dos couraçados. Além disso, era uma certeza que, como os Estados Unidos estavam desenvolvendo torpedos de alcance de 3,7 quilômetros, o alcance dos canhões teria de crescer no futuro próximo, deixando a bateria intermediária ainda menos útil. Entretanto, uma bateria homogênea de 279 ou 305 milímetros seria capaz de penetrar as blindagens com poder explosivo suficiente para incapacitar uma embarcação inimiga, com a adição do maior número possível de canhões de 76 milímetros proporcionando uma boa defesa contra barcos torpedeiros.

## Desenvolvimento

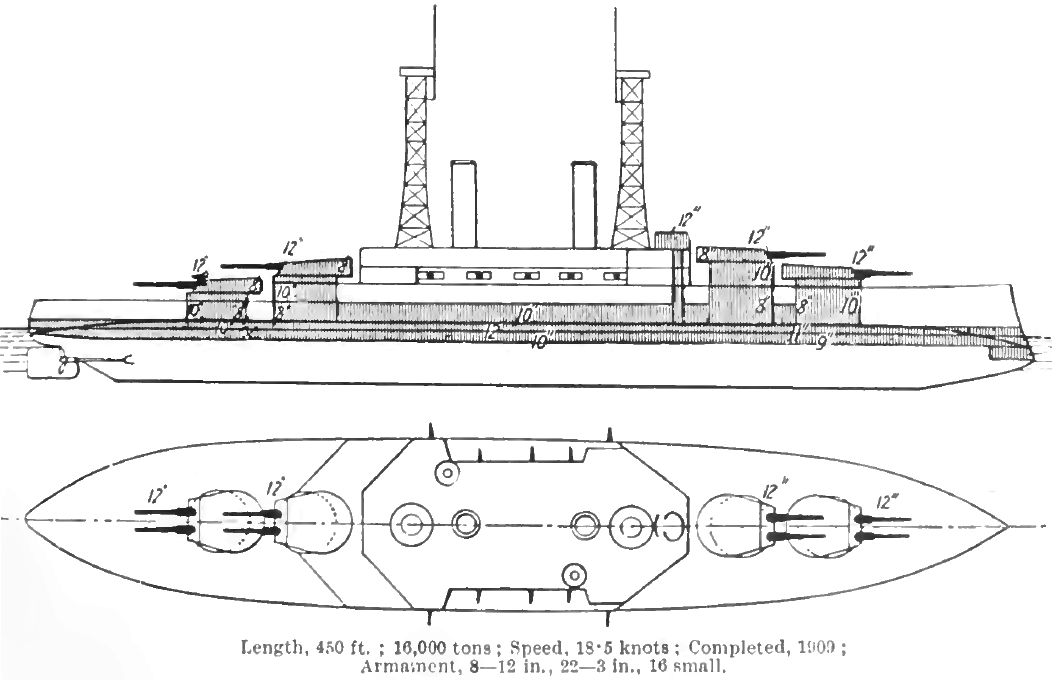
Desenho da Classe South Carolina

O Conselho Geral da Marinha dos Estados Unidos enviou um pedido formal em outubro de 1903 para o Escritório de Construção e Reparo pedindo por planos para um couraçado com essas características. Nenhum progresso foi feito até 26 de janeiro de 1904, quando o Conselho Geral pediu por um projeto que incluísse quatro canhões de 305 milímetros, oito canhões de 254 milímetros ou maiores e nenhum armamento intermediário além das armas de 76 milímetros. A mudança para apenas canhões de 254 milímetros foi o resultado de dúvidas entre autoridades navais se armas maiores poderiam ser fisicamente montadas na lateral de um navio. Nada foi feito com este pedido até setembro, quando o Escritório começou a planejar uma embarcação com quatro canhões de 305 milímetros em torres de artilharia duplas com oito canhões de 254 milímetros em torres duplas ou quatro armas de 305 milímetros em torres únicas.
Enquanto isso, o Colégio de Guerra Naval colocou três projetos diferentes de couraçados um contra o outro na Conferência de Newport de 1904: o primeiro era mesmo projeto usado na conferência do ano anterior, o segundo era o projeto de setembro do Escritório e o terceiro era a então ainda em construção Classe Connecticut. Novamente foi demonstrado que os canhões de 203 e 178 milímetros, e até mesmo de 254 milímetros, eram insatisfatórios, pois não conseguiam penetrar 305 milímetros de blindagem Krupp mesmo que acertassem um navio no ângulo ideal de noventa graus em seu cinturão principal de blindagem. Cálculos de velocidade também foram feitos que demonstraram que até mesmo uma vantagem de três nós (5,6 quilômetros por hora) em relação a uma frota inimiga seria irrelevante no resultado final de quase todas as batalhas porque as embarcações mais lentas poderiam manter suas armas dentro do alcance ao virarem em um raio mais apertado.
Entretanto, ainda havia muita resistência dentro dos vários escritórios navais. Poundstone continuou a defender suas ideias com o Conselho Geral em meados de 1904, enquanto ao mesmo tempo o Escritório de Construção e Reparo protestava afirmando que o último determinante de uma batalha seriam as armas menores, além de que independentemente disso uma bateria principal uniforme tão grande não era possível. Poundstone respondeu com um projeto próprio, que ele chamou de USS Possible, armado com doze canhões de 279 milímetros e um deslocamento de 19 330 toneladas. A paralisação burocrática finalmente terminou devido ao interesse demonstrado por Roosevelt pelo projeto e tambem pelo apoio do tenente-comandante William Sims, que conseguiu destacar a precisão cada vez maior da artilharia de longa-distância da marinha.
O Congresso dos Estados Unidos aprovou em 3 de março de 1905 o projeto de lei autorizando a marinha a construir dois novos couraçados a serem nomeados em homenagem aos estados da Carolina do Sul e Michigan. A tonelagem máxima foi limitada a dezesseis mil toneladas, o mesmo peso da Classe Connecticut de bateria mista em uma tentativa de deter o aumento do deslocamento e os custos relacionados dos novos navios capitais da marinha. Esta provisão foi recebida de forma mista pelos projetistas navais. Alguns, incluindo o aposentado almirante da marinha George Dewey, acharam que o limite deveria ter sido estabelecido no padrão mínimo de couraçados estrangeiros, aproximadamente dezoito mil toneladas. Outros achavam que adicionar uma quantidade significativa de poder de fogo e velocidade, algo que se esperaria de um aumento na tonelagem, necessitaria de muito mais do que dezoito mil toneladas, argumentando então que um aumento no tamanho aumentaria apenas o tamanho do alvo para navios inimigos.

"Cedo no [século XX], várias marinhas simultaneamente decidiram mudar para uma bateria principal composta apenas das armas mais pesadas. O primeiro e mais famoso produto desta inovação foi o HMS Dreadnought, que deu seu nome a uma geração de navios apenas de armas grandes. Paralelamente mas independente de sua concepção estava a Americana South Carolina, em muitas maneiras igualmente revolucionária. Ela apresentou uma bateria principal sobreposta, uma economia de projeto que lhe deu uma lateral mais bem protegida igual àquela de seu contemporâneo Britânico em por volta de 3000 toneladas a menos."

—Norman Friedman
O contra-almirante Washington L. Capps, o Construtor da Marinha, elaborou um projeto ambicioso que carregava um armamento poderoso e blindagem espessa dentro de um casco pequeno. Ele acreditava que batalhas no futuro envolveriam frotas em vez de ações com um único navio, significando que apesar das torres de artilharia laterais tão comuns em projetos europeus serem mais úteis para o papel de colocar o maior poderio de fogo em qualquer direção, elas eram menos eficientes enquanto operavam como parte de uma linha de batalha. Capps teorizou que a principal preocupação de um couraçado era o quanto peso de projéteis ele conseguiria disparar de uma única vez. O arranjo de torres de artilharia sobrepostas colocadas na linha central permitiria que o casco fosse o mais curto possível ao mesmo tempo que ainda tinha o disparo lateral mais poderoso possível. Um navio com uma bateria principal na linha central poderia concentrar o mesmo poderio de fogo para bombordo e estibordo. Por outro lado, torres laterais tinham deficiências significativas: sua localização levavam a disparos laterais menores e o enorme peso colocado nas laterais poderia levar a estresse torcional e inércia de rolamento.
As torres de artilharia principais adicionais com seus respectivos depósitos de munição usaram boa parte do espaço de um navio já limitado, assim Capps foi forçado a economizar em outros aspectos para poder ficar dentro do limite de tonelagem. Os maquinários precisariam ser construídos menores do que o normal para se encaixarem nos espaços entre os depósitos de munição dianteiro e de ré, ambos os quais eram maiores do que o normal. Salas de caldeiras foram movidas mais para dentro da embarcação a fim de dar espaço para a proteção antitorpedo. A maior deficiência ficou com a propulsão, pois não havia espaço suficiente para motores que poderiam proporcionar a mesma quantidade de potência que couraçados anteriores. Capps sugeriu reduzir o número de caldeiras em um terço; é possível que foi nesse momento que ele também considerou usar turbinas a vapor. Tudo que o Escritório de Engenharia poderia oferecer em resposta era fazer uma sala de caldeiras mais compacta ao remover as anteparas transversais.
Friedman afirmou que os projetistas caíram em um problema que ele chamou de "aperto". Os elementos essenciais de um couraçado eram armamentos, sistema de propulsão e blindagem, tipicamente compondo aproximadamente sessenta por cento de todo o deslocamento do projeto. Favorecer qualquer um desses fatores, que Friedman chamou de "três principais qualidades militares", forçaria os projetistas a aceitarem concessões em um ou nos outros dois. No final, foi escolhido armamento e blindagem sobre velocidade, consequentemente a velocidade máxima da Classe South Carolina era mais baixa do que todos os couraçados norte-americanos do futuro.

## Projeto

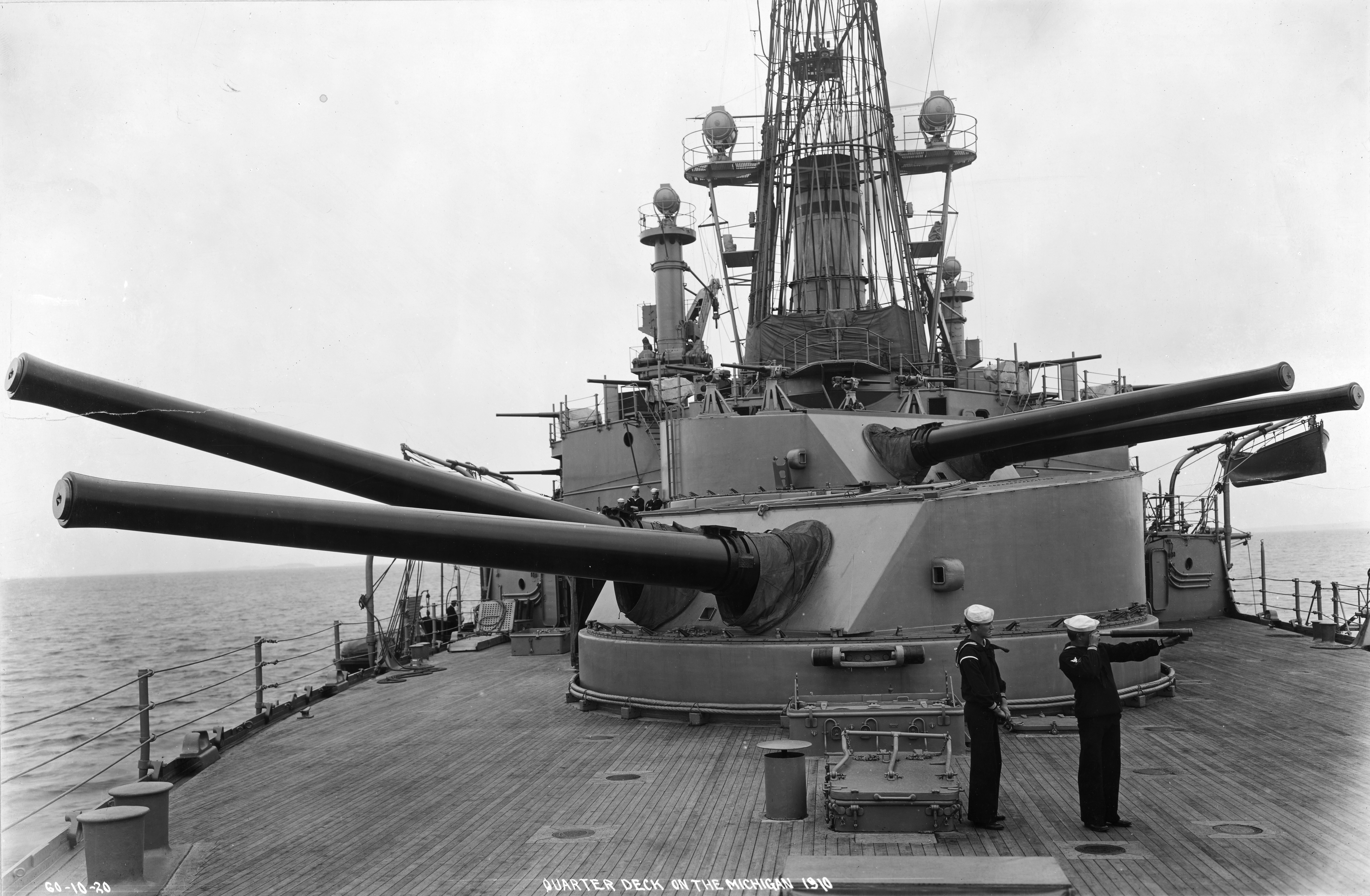
As torres de artilharia de ré do Michigan

Os dreadnoughts da Classe South Carolina tinham um deslocamento projetado de dezesseis mil toneladas, o mesmo que os predecessores pré-dreadnoughts da Classe Connecticut. Na realidade, eles eram até mais leves: o USS Louisiana tinha um deslocamento padrão de 15 517 toneladas, enquanto do Michigan era de 15 130 toneladas. O tamanho de seus cascos também eram comparáveis com a Classe Connecticut, tendo 138 metros de comprimento de fora a fora e 140 metros de comprimento entre perpendiculares. A boca era de 24,44 metros, o calado de 7,47 metros e a altura metacêntrica de 2,1 metros normalmente e 1,9 metros com um deslocamento carregado. Foram projetados para ter uma tripulação de 869 oficiais e marinheiros.
O sistema de propulsão da Classe South Carolina consistia em dois motores a vapor verticais de tripla-expansão, cada um girando uma hélice de três lâminas. Eles eram alimentados pelo vapor gerado por doze caldeiras Babcock & Wilcox de tubos d'água a carvão localizadas em três compartimentos estanques. Juntas pesavam 1 580 toneladas, o que era ligeiramente acima do limite especificado no contrato. As embarcações podiam carregar até 2 412 toneladas de carvão, um pouco acima do máximo projetado de 2,2 mil toneladas, o que permitia uma autonomia de 6 950 milhas náuticas (12 870 quilômetros) a dez nós (dezenove quilômetros por hora). Os dois navios passaram de vinte nós (37 quilômetros por hora) em condições de testes ideais, porém a marinha esperava que a velocidade máxima normalmente seria de 18,5 nós (34,3 quilômetros por hora).
A bateria principal consistia em oito canhões Marco 5 calibre 45 de 305 milímetros montados em quatro torres de artilharia duplas, duas na proa e duas na popa. As torres foram instaladas no inovador arranjo sobreposto, em que uma das torres ficava montada um pouco atrás e acima de outra. Cada arma tinha a disposição cem projéteis. O armamento anti-barco torpedeiro tinha 22 canhões de 76 milímetros instalados em casamatas e dois tubos de torpedo de 533 milímetros submersos, um em cada lateral.
O historiador naval Siegfried Breyer descreveu a blindagem da Classe South Carolina como "notavelmente progressista" para a época, mesmo destacando deficiências na proteção horizontal e subaquática. O cinturão principal de blindagem tinha entre 305 e 254 milímetros de espessura sobre as áreas dos depósitos de munição, de 279 a 229 milímetros nas áreas das salas de máquinas e entre 254 e 203 milímetros à frente dos depósitos de munição dianteiros. As casamatas também eram protegidas por blindagem de 254 e 203 milímetros de espessura, enquanto o convés blindado variava de 64 a 25 milímetros de espessura. As torres de artilharia tinham frentes de 305 milímetros de espessura, laterais de 203 milímetros e teto de 63,5 milímetros, já a torre de comando era protegida por laterais entre 305 e 51 milímetros. As barbetas sobre as quais as torres ficavam tinham entre 254 e 203 milímetros. O peso total da blindagem equivalia a 31,4 por cento do deslocamento projetado, um pouco a mais do que as três classes de couraçados seguintes.

## Navios
| Navio          | Construtor            | Homônimo        | Batimento              | Lançamento          | Comissionamento      | Descomissionamento      | Destino     |
| -------------- | --------------------- | --------------- | ---------------------- | ------------------- | -------------------- | ----------------------- | ----------- |
| South Carolina | William Cramp & Sons  | Carolina do Sul | 18 de dezembro de 1906 | 11 de junho de 1908 | 1º de março de 1910  | 15 de dezembro de 1921  | Desmontados |
| Michigan       | New York Shipbuilding | Michigan        | 17 de dezembro de 1906 | 26 de maio de 1908  | 4 de janeiro de 1910 | 11 de fevereiro de 1922 | Desmontados |

## Construção

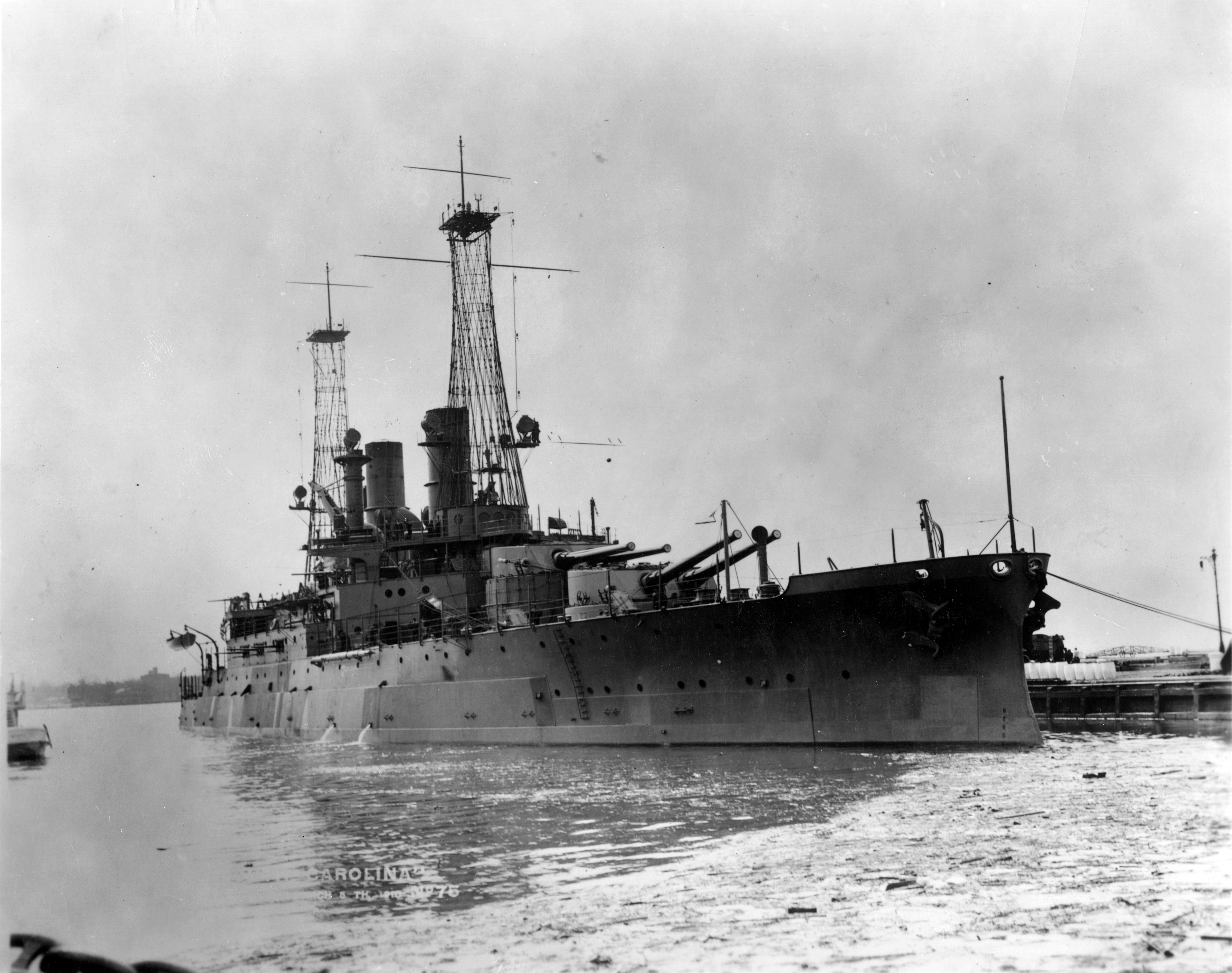
O South Carolina em 5 de março de 1910

Os contratos de construção da Classe South Carolina foram firmados em 20 e 21 de julho de 1906, respectivamente. Sem blindagem e armamentos, o South Carolina custou 3,54 milhões de dólares, enquanto o Michigan custou 3,585 milhões. Os navios custaram aproximadamente sete milhões de dólares cada com armamentos e blindagem.
O batimento de quilha do Michigan ocorreu em 17 de dezembro de 1906, um dia antes do South Carolina. O Michigam foi lançado ao mar em 26 de maio de 1908, enquanto o lançamento do South Carolina foi dois meses depois em 11 de julho. O Michigan estava pouco mais de metade completo quando foi lançado, tendo sido batizado por Carol Newberry, filha de Truman Handy Newberry, o Secretário Assistente da Marinha. O navio foi anunciado como um marco para a época e o espetáculo atraiu muitos indivíduos importantes, incluindo o Governador e Vice-Governador de Michigan, o Governador de Nova Jérsei, o Prefeito de Detroit e o Secretário do Interior, mais vários almirantes e construtores. O South Carolina também estava finalizado pela metade quando foi lançado. Sua cerimônia ocorreu pouco depois do meio-dia e teve a presença de muitos residentes ilustres da Carolina do Sul, incluindo o governador Martin Frederick Ansel, cuja filha Frederica batizou a embarcação.
Seguiu-se o processo de equipagem e ao final deste os navios foram para seus testes marítimos com o objetivo de garantir que cumpriam suas especificações contratuais. O Michigan começou seus testes em 9 de junho de 1909 no local tradicional de testes da marinha próximo de Rockland, no Maine. A embarcação conseguiu completar sua corrida de padronização, porém outros testes foram interrompidos quando ela encalhou em um banco de areia. Foi liberado sem muitos problemas, porém logo foi descoberto que suas hélices estavam danificadas, o que adiou a finalização dos testes para 20 a 24 de junho. O Michigan foi comissionado vários meses depois em 4 de janeiro de 1910. Os testes do South Carolina ocorreram nos Cabos de Delaware a partir de 29 de agosto de 1909, com suas corridas de padronização ocorrendo um pouco mais rápidas que do Michigan. Passou então por últimas modificações em seu estaleiro, sendo comissionado em 1º de março de 1910.

## História

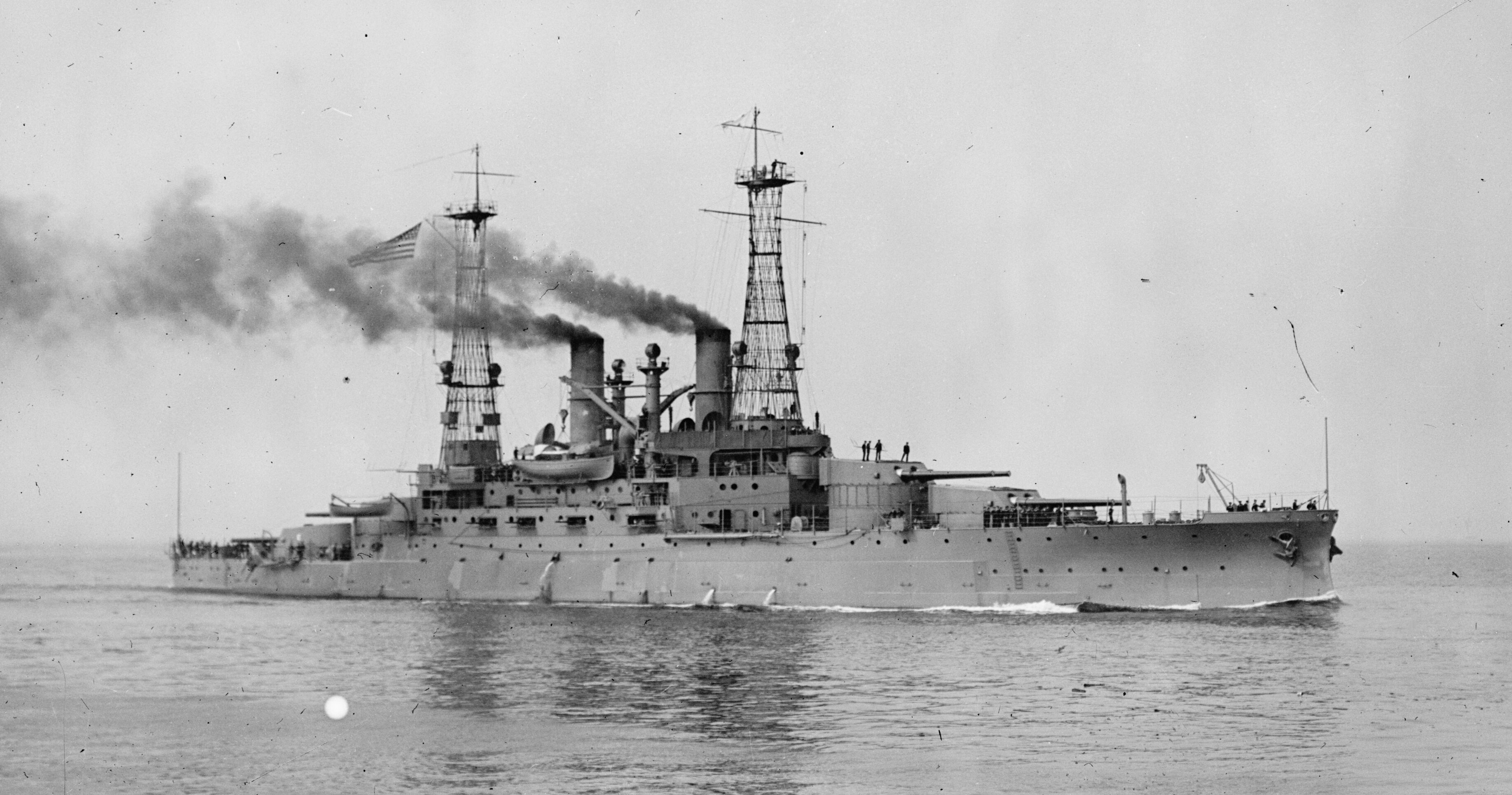
O South Carolina c. 1910

O South Carolina e o Michigan foram designados para servir na Frota do Atlântico. Os dois operaram pela Costa Leste de julho até novembro. Ambos deixaram o Estaleiro Naval de Boston em 2 de novembro como parte da Divisão de Couraçados 2 para uma viagem de treinamento pela Europa, onde visitaram Portland no Reino Unido e Cherbourg na França. Voltaram em janeiro de 1911 para a base naval norte-americana na Baía de Guantánamo, em Cuba, continuando então para Norfolk, na Virgínia. Seguiram-se mais manobras e os dois couraçados se separaram: o Michigan permaneceu na Costa Leste enquanto o South Carolina embarcou para mais uma viagem na Europa. Nesta visitou Copenhague na Dinamarca, Estocolmo na Suécia, Kronstadt na Rússia e Kiel na Alemanha, esta última durante a Semana de Kiel de regatas, retornando para casa em julho.
O South Carolina participou de uma revista naval em 1911 em Nova Iorque e pelos meses seguintes ficou viajando por portos da Costa Leste até recepcionar uma esquadra naval alemã que tinha o cruzador de batalha SMS Moltke e dois cruzadores rápidos. Os dois couraçados iniciaram três meses depois um cruzeiro pelo Golfo do México como parte da Esquadra de Serviço Especial, passando por Pensacola na Flórida, Nova Orleães na Luisiana, Galveston no Texas e também Veracruz no México. O South Carolina depois visitou Colón, no Panamá, em janeiro de 1913. Ambas as embarcações continuaram seu serviço anterior de visitar portos da Costa Leste até que agitações no México e no Caribe fizeram o governo norte-americano intervir. O South Carolina desembarcou fuzileiros navais no Haiti em 28 de janeiro a fim de proteger a delegação norte-americana no local, juntando-se depois ao Michigan em Veracruz durante a ocupação da cidade.

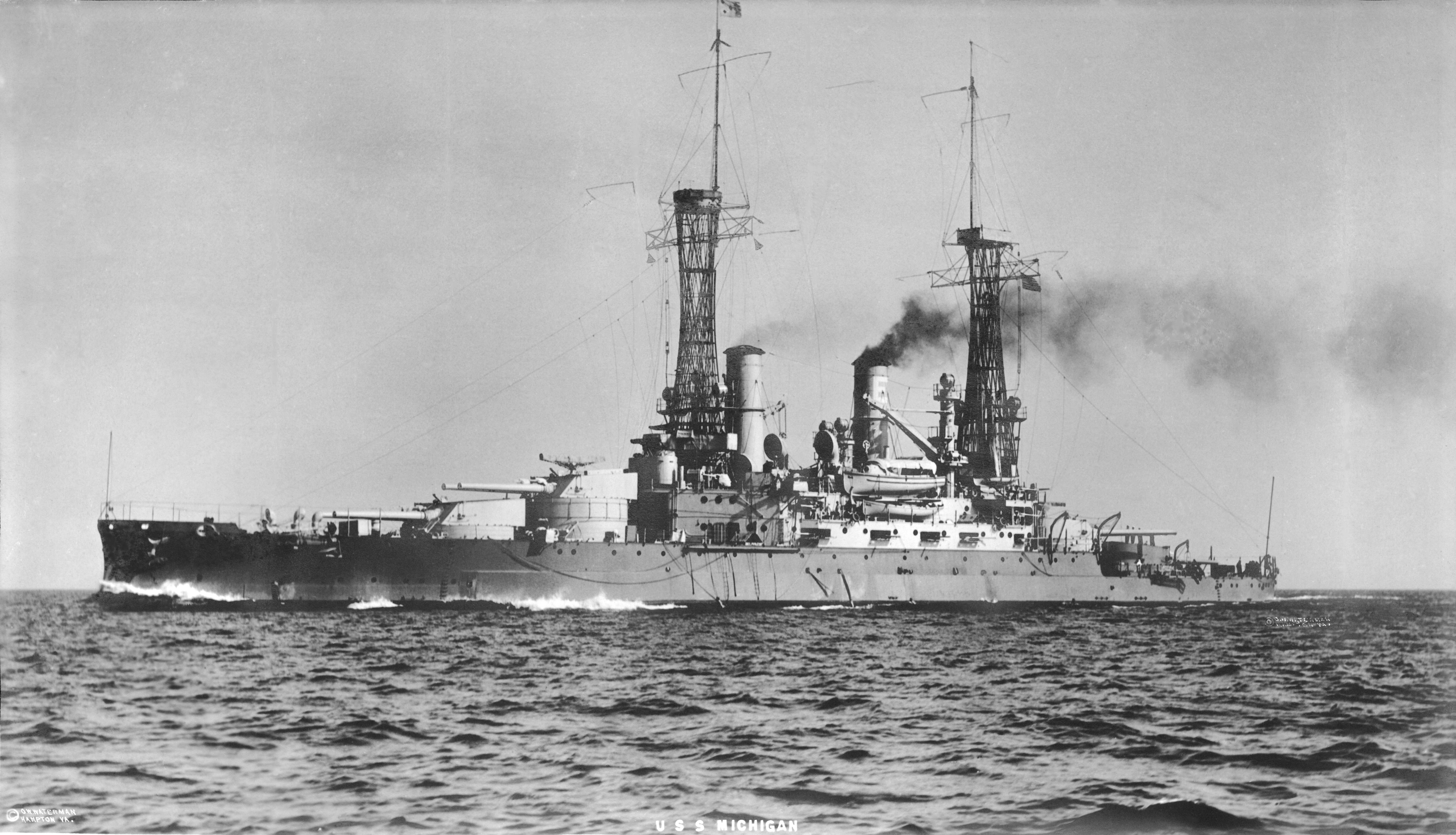
O Michigan c. 1916–1917

A Primeira Guerra Mundial começou em 1914 e os dois navios foram colocados para operar junto com os antigos pré-dreadnoughts USS Connecticut e USS Vermont devido sua velocidade máxima baixa. Eles realizaram patrulhas de neutralidade no Oceano Atlântico, mesmo depois dos Estados Unidos terem declarado guerra contra a Alemanha em 6 de abril de 1917. O Michigan sofreu um acidente em janeiro de 1918 quando seu mastro de treliça quebrou e caiu durante uma viagem de treinamento enquanto o navio passava por um temporal forte, com seis tripulantes morrendo e treze ficando feridos.
O South Carolina partiu em 6 de setembro de 1918 para escoltar um comboio no Oceano Atlântico. No caminho de volta perdeu sua hélice de estibordo, continuando apenas com a hélice de bombordo até uma válvula de seu motor quebrar. A embarcação continuou com uma válvula auxiliar que causou vibrações extremas, forçando-o a parar por horas para que reparos temporários fossem realizados na válvula principal permitindo que prosseguisse viagem. O Michigan teve o mesmo problema escoltando um comboio no mês seguinte, perdendo sua hélice de bombordo em 8 de outubro, mas conseguiu chegar em casa três dias depois sem mais incidentes. A guerra terminou em novembro e os dois couraçados foram usados até o ano seguinte para repatriar soldados norte-americanos da Europa.
Foram usados em cruzeiros de treinamento nos anos após o fim da guerra. Os Estados Unidos assinaram o Tratado Naval de Washington em 1922, que ditava que os navios deveriam ser desmontados. O South Carolina já tinha sido descomissionado em 15 de fevereiro de 1921, pouco antes da assinatura, enquanto o Michigan foi tirado de serviço em 11 de fevereiro de 1922, alguns dias depois. Ambos foram removidos do registro naval em 10 de novembro de 1923 e desmontados na Filadélfia no ano seguinte.